# Viișoara (gmina w okręgu Vaslui)
Viișoara – gmina w Rumunii, w okręgu Vaslui. Obejmuje miejscowości Halta Dodești, Văleni, Viișoara i Viltotești. W 2011 roku liczyła 1909 mieszkańców.